# Wendell Downswell
Wendell Downswell (Savanna-la-Mar, 5 febbraio 1958) è un allenatore di calcio, dirigente sportivo ed ex calciatore giamaicano, di ruolo attaccante, direttore tecnico della Nazionale Under-17 giamaicana.

## Carriera

### Giocatore

#### Club
Ha giocato dal 1976 al 1988 nel Reno.

#### Nazionale
Ha debuttato in Nazionale nel 1977. Ha collezionato in totale, con la maglia della Nazionale, 6 presenze.

### Allenatore
Ha cominciato la propria carriera da allenatore alla guida della Nazionale Under-20 giamaicana. Nel 2005 è stato nominato commissario tecnico della Nazionale giamaicana. Ha guidato la Nazionale giamaicana nella CONCACAF Gold Cup 2005. Nel 2006 ha firmato un contratto con il Reno. Nel 2007 ha allenato la Nazionale Under-20 e la Nazionale Under-23 giamaicana. Nel 2010 è diventato tecnico della Nazionale Under-17 giamaicana.

### Dirigente
Nel 2008 è diventato direttore sportivo del Reno. Nel 2017 è stato nominato direttore tecnico della Nazionale Under-17 di calcio della Giamaica.